# Gamla Upsala Sportklubb
O Gamla Upsala SK é um clube de futebol da Suécia fundado em 24 de fevereiro de 1947. Sua sede fica localizada em Uppsala.
Em 2009 disputou a Division 2 Norra Svealand, uma das seis ligas da quarta divisão do futebol sueco, terminando na quarta colocação dentre 12 clubes participantes.